# Колония О’Нила
Колония О’Нила — один из планов по освоению космоса посредством космического поселения (большой космической станции). Проект разработан принстонской группой учёных, работающих под руководством Джерарда О’Нила.
Проект создан на основе имеющихся технологий, однако не реализован (в первую очередь из-за сильной дороговизны — 100 миллиардов $ (в ценах 1970-1980 годов), а также по причинам неэкологичности пока не будет решена радикально проблема с выводом на орбиту большого количества грузов, с помощью, например космического лифта).
Проект предусматривает в течение 10-15 лет сооружение в области «либрационной точки» системы Земля — Луна космической станции диаметром 1,5 км. Вращение этой станции обеспечит на ней искусственную силу тяжести, равную земной. При этом любое материальное тело около точек либрации может там находиться неопределенно долго, двигаясь вокруг Земли по лунной орбите.

Существует лучшая идея, заключающаяся в том, что мы начинаем колонизацию с высокой круговой орбиты, возможно в две трети расстояния от Земли до Луны. Как я указал в своей книге «Высокая граница» (The High Frontier: Human Colonies in Space), если вы проделаете вычисления, вы обнаружите, что можно организовать очень удобные условия жизни в космосе, подобные жизни на Земле, даже за пределами орбиты Плутона. Поэтому для колоний найдется очень много удобных мест в Солнечной системе.— Джерард К. О'Нил
Для самообеспечения внутри колонии предполагалось выращивать продукты питания. В колонии должны были быть размещены промышленные предприятия, нежелательные на Земле.
Население колонии составило бы 10 000 человек.
Кроме того, с помощью системы зеркал, окружающих космическую станцию, предполагается через специальные рефлекторы передавать солнечную энергию на Землю, с КПД 70 %. По этим расчётам сооружение окупится меньше, чем через 10 лет. Также предполагается вести на ней научные исследования космоса.
Создание подобных колоний-баз, несомненно, способствовало бы и освоению Луны и более дальних объектов Солнечной системы.

## Остров I
В серии проектных работ, рассматривавшихся в 1975 и 1976 годах Стенфордским университетом, с целью изучения проектов будущих космических колоний, Джерард О’Нил предложил Остров Один, модифицированную Сферу Бернала, диаметром всего лишь 500 метров и вращающуюся со скоростью 1,9 оборота в минуту, производя подобную земной искусственную гравитацию в районе экватора сферы. В результате внутренний ландшафт сферы походил бы на большую долину, проходящую по экватору сферы. Остров Один будет обеспечивать жизнь и отдых космическому населению, в среднем, тысячи человек со специальным отделением, предназначенным для занятия сельским хозяйством. Солнечный свет проникал во внутренность сферы через сеть внешних зеркал и направлялся через большое окно на полюсе сферы. Форма сферы была признана оптимальной для сдерживания внутреннего давления и отражения солнечной радиации.

## Остров II
О’Нил придумал и следующее поколение данных космических станций как улучшенную версию Острова Один. Остров Два будет приблизительно 1800 метров в диаметре, благоприятная для жизни экваториальная окружность составит 6,5 километров (4 мили). При таких размерах эта среда может быть комфортабельным домом приблизительно для 140 000 человек. Размеры были продиктованы экономикой: среда должна была быть достаточно небольшой, дабы снизить транспортные расходы и время на движение, и достаточно большой, чтобы эффективно содержать необходимую промышленную базу.

## Остров III
«Цилиндр О’Нила», также известный как Остров III, космическая станция типа «космическое поселение», был предложен физиком Джерардом О'Нилом в его книге «Высокий Рубеж». В книге О'Нил описал колонизацию космоса в XXI веке, используя лунные материалы.
Цилиндр О'Нила представлял собой два очень больших, вращающихся в противоположных направлениях, цилиндра, каждый по 5 миль (8 километров) в диаметре и 20 миль (32 километра) в длину, связанные друг с другом с концов штоками через систему подшипников. Вращаясь, они создают искусственную гравитацию на своей внутренней поверхности за счёт центробежной силы.